# Kaihifahifa
Kaihifahifa (auch: Kahifehifa, Tahifehifa) ist eine unbewohnte Insel in der tonganischen Inselgruppe Vavaʻu.

## Geographie
Kaihifahifa ist ein Motu im Südosten von Vavaʻu. Sie liegt zwischen Lua a Fuleheu, Fuaʻamotu, Luatafito und Lua Loli.

## Klima
Das Klima ist tropisch heiß, wird jedoch von ständig wehenden Winden gemäßigt. Ebenso wie die anderen Inseln der Vavaʻu-Gruppe wird Kaihifahifa gelegentlich von Zyklonen heimgesucht.